# أليس والتون (أستاذة جامعية)
أليس والتون (بالإنجليزية: Alice Walton)‏ هي باحثة في تاريخ العصور الكلاسيكية أمريكية، ولدت في 13 يناير 1865 في لورانس في الولايات المتحدة، وتوفيت في 26 يناير 1954 في بوسطن في الولايات المتحدة.